# Giorgio Celli
Giorgio Ruggero Celli (Verona, 16 luglio 1935 – Bologna, 11 giugno 2011) è stato un entomologo, etologo, politico, scrittore, sceneggiatore, conduttore televisivo, poeta e drammaturgo italiano. Era padre di Davide Celli.

## Biografia

### Attività scientifica
Ve lo immaginate un Eden senza il canto degli uccelli, il garrire delle rondini, il belare delle caprette e l'apparire del buffo e curioso musetto di un coniglio? 
Di sicuro nel mio Paradiso ideale non possono non echeggiare miagolii da ogni angolo. 
Il festoso abbaiare di cani che giocano finalmente sereni.»
(Giorgio Celli)

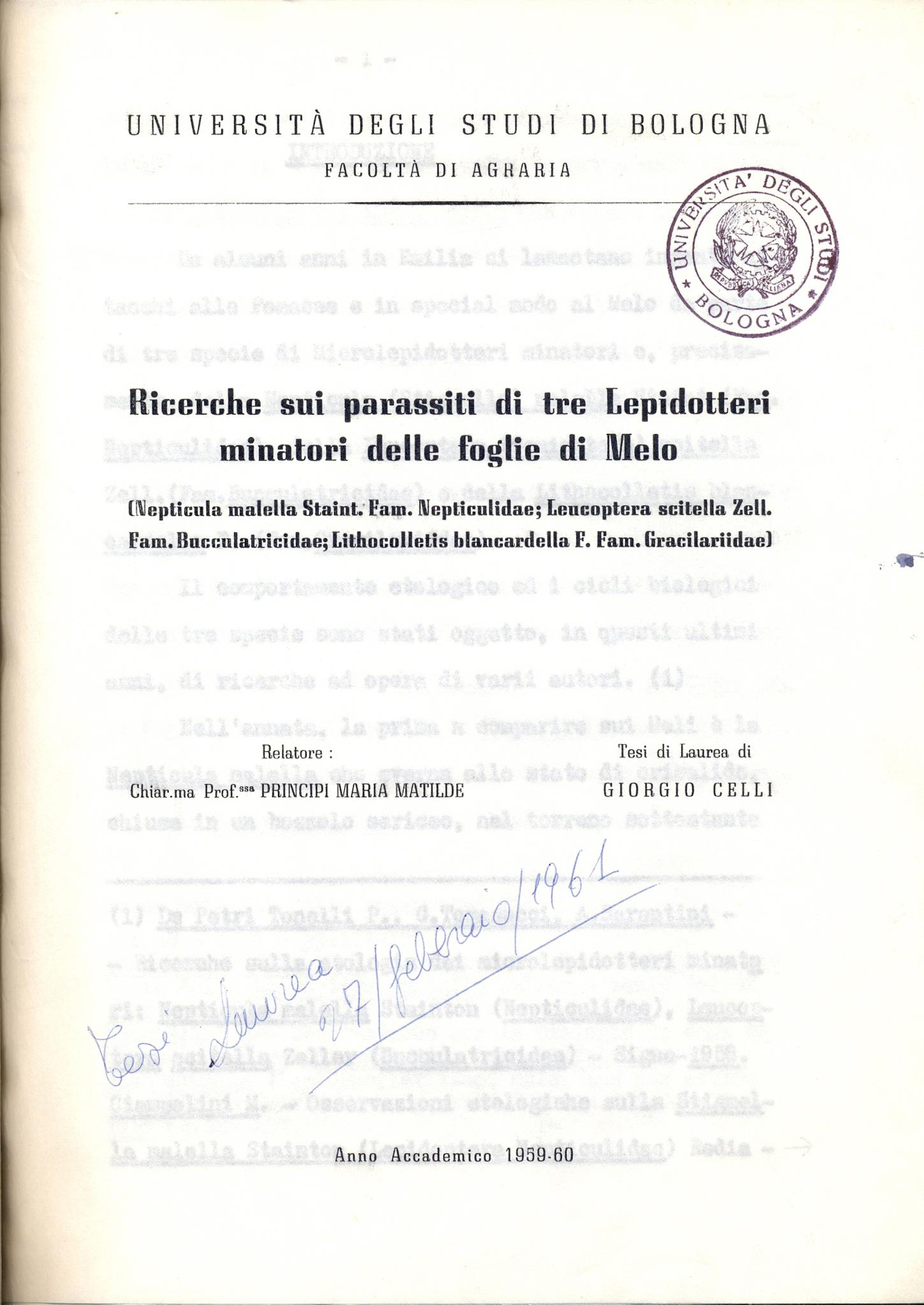
Frontespizio della tesi di laurea in Scienze Agrarie

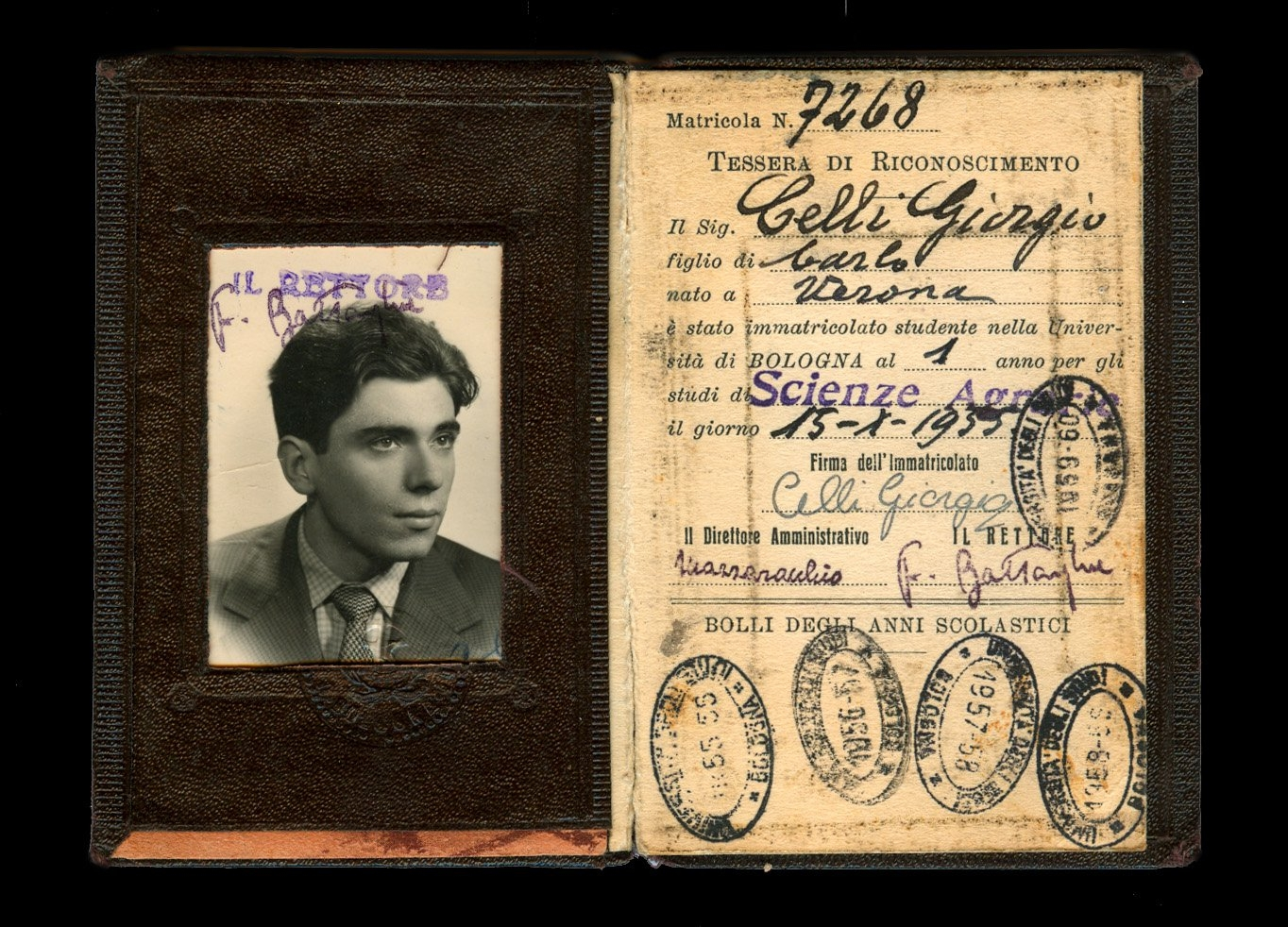
Libretto universitario di Giorgio Celli

Dopo la laurea in Scienze Agrarie, presso l'Università di Bologna, inizia come assistente, frequentando spesso, per i suoi studi, la foresta di Campigna, nell'Appennino forlivese, per diventare poi docente all'Università di Bologna, presso la quale ha diretto l'Istituto di entomologia Guido Grandi dal novembre 1992 all'ottobre 1998.
Come entomologo ha studiato le api sia sul versante della ricerca ecologica, come possibili indicatrici del livello di inquinamento da fitofarmaci e da piombo, sia sul versante etologico, studiando alcuni aspetti della loro percezione visiva e delle loro capacità di apprendimento. Come ecologo ha dedicato il suo interesse sull'ecologia degli agroecosistemi, interessandosi ai metodi di contenimento biologico delle popolazioni di insetti nocivi. In questo contesto ha creato un centro, unico in Italia, nella quale vengono prodotti insetti utili per la lotta biologica ai fitofagi, e un centro che si occupa del controllo delle popolazioni di zanzare.
In seguito alla nascita del Biolab di Cesena, prima biofabbrica italiana di insetti utili all'agricoltura, voluta da Celli e dai suoi stretti collaboratori (oggi Bioplanet), la lotta biologica è diventata sempre più importante e adottata, in sostituzione totale, o parziale, degli insetticidi di sintesi usati in agricoltura. Ha pubblicato più di 200 contributi scientifici su riviste nazionali e internazionali. Con il progetto di creazione della nuova area espositiva del Museo Regionale di Scienze Naturali di Torino, gli viene affidata la direzione scientifica per l'allestimento del nuovo spazio dedicato alla storia della vita sulla Terra, inaugurata nel marzo 2012.
Numerosi sono stati i suoi collaboratori entomologi e allievi; in particolare Giorgio Nicoli, prematuramente scomparso prima del suo maestro. Tra gli altri collaboratori: Stefano Maini, Claudio Porrini, Romeo Bellini, Bettina Maccagnani, Limitri Corazza, Riccardo Cornale, Massimo Benuzzi, Giovanni Burgio, Fabrizio Santi e Paolo Radeghieri (che ha affiancato Celli nei suoi impegni anche a Bruxelles). Celli si interessò anche di letteratura, partecipando assiduamente, sin dalle prime edizioni, alla rassegna "Poesia e natura nel Parco", organizzato dal centro culturale "L'Ortica" di Forlì: unì così l'amore per la natura e per la poesia .
Il 10 maggio 2011 decide di ricoverarsi per un intervento chirurgico al Policlinico Sant'Orsola-Malpighi di Bologna. Dopo 3 giorni in terapia intensiva contrae 2 infezioni, prima Candida tropicalis. subito dopo Klebsiella pneumoniae Carbapenemi-resistente. Da quel momento sono i macchinari a tenerlo in vita. Venne improvvisamente colto da un malore e morì l'11 giugno 2011 all'età di 76 anni.. Oggi riposa nel cimitero comunale di Monzuno.

## Letteratura, cinema e televisione
Da sempre Giorgio Celli ha affiancato l'attività di scienziato a quella di scrittore: membro del Gruppo 63, è stato autore di numerosi romanzi, soprattutto gialli, nella cui ambientazione emerge quasi sempre la sua cultura scientifica e il suo amore per gli animali, in particolare per i gatti:
È stato anche autore teatrale e di poesie. Nel 1975 ha vinto il Premio Pirandello con l'opera Le tentazioni del professor Faust, sue pièces sono state rappresentate al Festival dei Due Mondi di Spoleto. Al cinema ha recitato per Pupi Avati in La mazurka del barone, della santa e del fico fiorone (1975) e in altri lungometraggi. In televisione ha condotto il programma di divulgazione Nel regno degli animali. Nel 1986 ha inoltre curato l'audiovisivo "Arte e biologia nel Novecento" per la sezione "Arte e scienza" della Biennale di Venezia.

## Politica
Ha avuto anche incarichi politici come parlamentare europeo dal 1999 al 2004 nel gruppo Verdi/ALE. Inoltre, sempre per il partito dei Verdi e sempre nello stesso periodo, è stato consigliere comunale a Bologna, città nella quale visse.

## Opere

### Narrativa
- Il parafossile, Milano, Feltrinelli, 1967.
- Sotto la quercia. Un giallo con appendice rosa, Milano, Feltrinelli, 1992. ISBN 88-07-81201-0.
- Dio fa il professore, Torino, Bollati Boringhieri, 1994. ISBN 88-339-0886-0.
- Gatti, gatti e altre storie, Padova, Muzzio, 1995. ISBN 88-7021-743-4.
- Come le vespe d'autunno, Venezia, Marsilio, 1995. ISBN 88-317-6244-3.
- Il gatto di casa. Etologia di un'amicizia, Padova, Muzzio, 1997. ISBN 88-7021-812-0; 2009. ISBN 978-88-96159-17-0.
- Come fu ucciso Umberto Eco e altri piccolissimi omicidi, Casale Monferrato, Piemme, 2000. ISBN 88-384-4738-1.
- Gatti & supergatti, Casale Monferrato, Piemme, 2000. ISBN 88-384-4935-X.
- Il condominio dei gatti, Casale Monferrato, Piemme, 2003. ISBN 88-384-5455-8.
- L'avvocato degli animali… e del cane, Bologna, Perdisa, 2004. ISBN 88-8372-211-6.
- La faccia della Medusa (Tra Santi, gatti e indagini poliziesche), Bologna, Perdisa, 2007. ISBN 978-88-8372-378-0.
- Destini, con Costanza Savini, Milano, Mursia, 2007. ISBN 978-88-425-4193-6.
- Il gatto del ristorante cinese, Sona, Morganti, 2007. ISBN 88-87549-58-3.
- Il gatto allo specchio. Una nuova indagine del commissario Michelucci, Pezzan di Carbonera, Morganti, 2008. ISBN 978-88-95916-08-8.
- Il gatto del Rettore. Delitto all'università, Pezzan di Carbonera, Morganti, 2011. ISBN 978-88-95916-32-3.
- Morte nei boschi, con Costanza Savini, Milano, Mursia, 2011. ISBN 978-88-425-4785-3.
- Il sesso dell'angelo. Racconti al femminile, con Costanza Savini, Pasian di Prato, Campanotto, 2011. ISBN 978-88-456-1246-6.
- Gatti in giallo. Le indagini del Commissario Michelucci, Sona, Morganti, 2011. ISBN 978-88-95916-47-7. [Contiene: Il gatto del ristorante cinese, Il gatto allo specchio, Il gatto del rettore]

### Poesia
- Il pesce gotico, Bologna, Geiger, 1968.
- Morte di un biologo, Bologna, Duchamp, 1969.
- Prolegomeni all'uccisione del Minotauro, Milano, Feltrinelli, 1972.
- Versiverdi, Mantova, La Corte, 1994. ISBN 88-86354-01-0.
- Percorsi, Mantova, Sometti, 2006. ISBN 88-7495-209-0. [raccolta completa delle poesie]

### Teatro
- Ultima ora, 1961.
- L'esemplare storia di Ramiro dell'Orco, 1962.
- Il sonno dei carnefici, in "Sipario", n. 332, gennaio 1974.
- Le tentazioni del professor Faust, Milano, Feltrinelli, 1976.
- La zattera di Vesalio. Una apocalisse per l'Europa. Poema drammatico per musica seguito da due appendici: il progetto drammaturgico generale e un momento didattico, Roma, Cooperativa scrittori, 1977.
- Vita e meravigliose avventure di Lazzarino da Tormes[9]; Il sonno dei carnefici; Le paure del signor Vermeer; A cena con le ombre, Ravenna, Longo, 1978.
- Nora a due voci: psicanalisi di un personaggio, in "Sipario", n. 395, aprile 1979.
- L'angelo dell'altrove. Il mondo fantastico di Jules Verne. Favola in sei quadri di Giorgio Celli, Cesena, Edizioni del Comune di Cesena, 1988.
- Copernico e le stelle, Bologna, Centro stampa Comune di Bologna, 1988.
- Requiem per un anatomista, in "Sipario", n. 510, aprile-maggio 1991.
- Darwin delle scimmie e altri scritti, Torino, Bollati Boringhieri, 1999. ISBN 88-339-1166-7.
- I bisonti vanno in cielo. Le confessioni di Buffalo Bill. Dramma epico-satirico in dieci quadri e un epilogo, Torreano di Martignacco, Edizioni del Labirinto, 2000. ISBN 88-87877-01-7.
- Il sogno del corpo. Mistero drammatico in un atto, Bologna, Giraldi, 2005. ISBN 88-89435-19-4.
- La zattera di Vesalio e altri drammi, Mantova, Tre lune, 2007. ISBN 978-88-89832-22-6.

### Saggistica
- L'omosessualità negli animali. L'omosessualità come strumento naturale di difesa contro la sovrappopolazione, Milano, Longanesi, 1972.
- Appunti di lotta biologica, Bologna, Esculapio, 1979.
- La scienza del comico, presentazione di Umberto Eco, Bologna, Calderini, 1982. ISBN 88-7019-185-0.
- Etologia da camera, Milano, Rizzoli, 1983.
- Ecologi e scimmie di Dio, Milano, Feltrinelli, 1985. ISBN 88-07-08033-8. Finalista Premio Bergamo[10]
- Le farfalle di Giano, Milano, Feltrinelli, 1989. ISBN 88-07-08074-5.
- Quattro zampe… più due: gatti, insetti e… uomini, Padova, Muzzio, 1989. ISBN 88-7021-495-8.
- Bestiario postmoderno, Roma, Editori Riuniti, 1990. ISBN 88-359-3408-7.
- Bugie, fossili e farfalle, Bologna, Il Mulino, 1991. ISBN 88-15-03248-7.
- Prefazione a Antonino Bove, Biologia del trascendente, Ravenna, Essegi, 1991.
- Etologia della vita quotidiana, Milano, Raffaello Cortina, 1992. ISBN 88-7078-229-8.
- Oltre Babele. Scienza e arte a confronto, Venezia, Marsilio, 1994. ISBN 88-317-6109-9.
- La vita segreta dei gatti. Vita, morte e miracoli del gatto d'appartamento, Padova, Muzzio, 1994. ISBN 88-7021-711-6.
- Sono un gatto anch'io. Dialogo con un giovane amico sull'etologia e la lotta per la sopravvivenza, Firenze, Giunti, 1996. ISBN 88-09-03583-6.
- Il gatto di casa. Etologia di un'amicizia, Padova, Muzzio, 1997. ISBN 88-7021-812-0.
- Vita segreta degli animali. Gatti, cani, elefanti ubriachi e scimmie che dipingono, Casale Monferrato, Piemme, 1999. ISBN 88-384-4447-1.
- Konrad Lorenz. Scienziato e guru della natura, Milano, Le scienze, 1999.
- I semi della discordia. Biotecnologie, agricoltura e ambiente, con Nelson Marmiroli e Ivan Verga, Milano, Edizioni Ambiente, 2000. ISBN 88-86412-70-3.
- Il prato di Proust. Una passeggiata tra insetti, uccelli e fiori, Padova, Muzzio, 2000. ISBN 88-7021-945-3.
- L'alfabeto dell'ecologia, Milano, Arnoldo Mondadori Editore, 2000. ISBN 88-04-47324-X.
- I gatti di Casanova. Come gli animali ci svelano le arti della seduzione, Casale Monferrato, Piemme, 2001. ISBN 88-384-6915-6.
- Konrad Lorenz: l'etologo e i suoi fantasmi, Milano, Bruno Mondadori, 2001. ISBN 88-424-9754-1.
- Cani & gatti (e cavalli che parlano), Casale Monferrato, Piemme, 2002. ISBN 88-384-7028-6.
- Avventure cesenati della lotta biologica, in Dal grande fiume al mare. Trenta scrittori raccontano l'Emilia Romagna, Bologna, Pendragon-Regione Emilia-Romagna, 2003. ISBN 88-8342-228-7.
- L'avvocato degli animali… e del cane, Bologna, Perdisa, 2005. ISBN 88-8372-211-6.
- Il Prato delle Meraviiglie. Viaggio nel microcosmo naturale (con un saggio di Carlo Ferrari), Bologna, L'inchiostrolu,1993.
- I sette peccati capitali degli animali. Cince, gatti, scimpanzé e altri peccatori, Milano, Mursia, 2006. ISBN 88-425-3716-0.
- La mente dell'ape. Considerazioni tra etologia e filosofia, Bologna, Compositori, 2008. ISBN 978-88-7794-605-8.
- Le piante non sono angeli. Astuzie, sesso e inganni del mondo vegetale, Milano, Baldini Castoldi Dalai, 2010. ISBN 978-88-6073-683-3.

## Televisione
- L'Occhio Bazaar (Rai 3, 1987) - autore
- L'araba fenice (Italia 1, 1988)
- Filò (Rai 3, 1988)
- Nella vecchia fattoria (Rai 3, 1991) - autore e conduttore
- Nel regno degli animali (Rai 3, 1992-1998) - autore e conduttore
- Ciak, animali in scena (Rai 3, 1999-2000) - autore e conduttore
- Il pianeta delle meraviglie (Rai 3, 2001-2003) - autore
- Timbuctù, un mondo di animali (Rai 3, 2004-2006)
- Ziggie (Italia 1, 2002-2003)

## Filmografia

### Attore
- La mazurka del barone, della santa e del fico fiorone (1975)
- Si salvi chi vuole (1980)
- Sconcerto Rock (1982)

### Sceneggiatore
- Balsamus, l'uomo di Satana (1968)
- Thomas e gli indemoniati (1970)